# Gare de Bertrange - Strassen
La gare de Bertrange - Strassen est une gare ferroviaire luxembourgeoise de la ligne 5, de Luxembourg à Kleinbettingen et frontière, située sur le territoire de la commune de Bertrange, près de Strassen, dans le canton de Luxembourg.
Elle est mise en service en 1859 par la Compagnie des chemins de fer de l'Est, l'exploitant des lignes de la Société royale grand-ducale des chemins de fer Guillaume-Luxembourg. C'est une gare de la Société nationale des chemins de fer luxembourgeois (CFL), desservie par des trains Regional-Express (RE) et Regionalbunn (RB).

## Situation ferroviaire
Établie à 295 mètres d'altitude, la gare de Bertrange - Strassen est située au point kilométrique (PK) 6,178 de la ligne 5 de Luxembourg à Kleinbettingen et la frontière, entre les gares de Luxembourg et Mamer-Lycée.

## Histoire
La station de Bertrange - Strassen est mise en service par la Compagnie des chemins de fer de l'Est, l'exploitant des lignes de la Société royale grand-ducale des chemins de fer Guillaume-Luxembourg, lors de l'ouverture à l'exploitation la ligne de Luxembourg à Kleinbettingen et à la frontière belge le 15 septembre 1859.

## Service des voyageurs

### Accueil
Gare CFL, c'est un point d'arrêt non géré et équipé d'un bâtiment voyageurs avec une salle d'attente et un automate pour l'achat de titres de transport. Un souterrain permet le passage d'un quai à l'autre.

### Desserte
Bertrange-Strassen est desservie par des trains Regional-Express (RE) et Regionalbunn (RB) de la ligne Luxembourg - Kleinbettingen - Arlon,.

### Intermodalité
Un parc pour les vélos (56 places) et un parking pour les véhicules (14 places) y sont aménagés. La gare possède un parking à vélo sécurisé mBox de 32 places, et la ligne 10 des autobus de la ville de Luxembourg la dessert.
Une station du service d'autopartage Flex y est implantée.